# Lunds Allhelgonaförsamling
Lunds Allhelgonaförsamling är en församling i Lunds kontrakt i Lunds stift och Lunds kommun. Församlingen ingår i Lunds pastorat.
Församlingen omfattar Universitetssjukhuset i Lund, Ideon- och Pålsjö företagsområde, Norra Universitetsområdet, stadsdelarna Tuna och Möllevången samt bostadsområdena Plantagelyckan och Spoletorp som tillhör stadsdelen Centrala staden.

## Administrativ historik
Församlingen bildades 1962 genom utbrytning ur Lunds domkyrkoförsamling. 1969 överfördes ett mindre område till Stora Råby församling och 1974 överfördes delar till Norra Nöbbelövs församling och Sankt Peters Klosters församling. 1992 utbröts Östra Torns församling och Sankt Hans församling.
Församlingen utgjorde till 1992 ett eget pastorat och var därefter till 2000 vara moderförsamling i pastoratet Lunds Allhelgonaförsamling och S:t Hans, för att från 2000 till 2014 åter utgöra ett eget pastorat. Från 2014 ingår församlingen i Lunds pastorat.

## Organister
| Ämbetstid | Namn                 | Levnadstid | Övrigt |
| --------- | -------------------- | ---------- | ------ |
| 1962–     | Karl Axel Thunander  | 1930–2001  | [ 7 ]  |
| 1965-2003 | Janåke Larson        | 1940–      |        |
| 2003–     | Johan Magnus Sjöberg | 1953–      |        |

## Kyrkobyggnader
- Allhelgonakyrkan